# Ольстерський добровольчий корпус

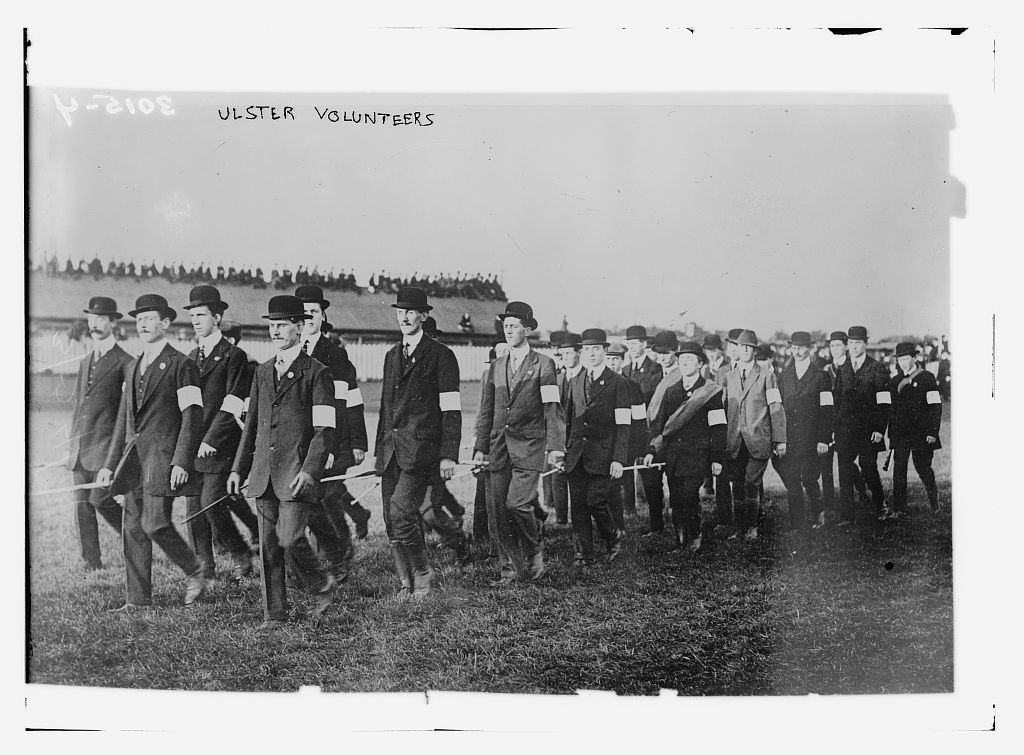
Олстерські волонтерські сили в 1914 році

Ольстерський добровольчий корпус (англ. Ulster Volunteers) - це об’єднане угруповання міліції, засноване в 1912 р. для блокування внутрішнього самоврядування (або домашнього правила) Ірландії, яка тоді була частиною Сполученого Королівства. 

## Історія
В ході обговорення Акту про гомрул 1914 року, за яким Ірландія мала отримати свій парламент, в Ольстері почали готуватися до збройної боротьби. Консервативні класи підтримували парамілітарні об'єднання жителів Ольстеру грошима і зброєю.
Багато протестантів Ольстера побоювалися потрапити під керівництво католицького парламенту в Дубліні і втратити місцеве управління та міцні зв'язки з Великою Британією. У 1913 р. були організований Ольстерський добровольчий корпус (UVF), що пообіцяв протистояти будь-яким спробам британського уряду накласти Акт на Ольстер. Пізніше того ж року ірландські націоналісти сформували організацію ірландські добровольці, щоб захистити Акт. У квітні 1914 р. UVF перевезла 25 000 рушниць в Ольстер. Криза втратила актуальність з початком Першої світової війни в серпні 1914 року. Багато членів UVF були включені до складу 36-ї (Ольстерської) дивізії Британської армії і пішли воювати на Західному фронті .